# Asarum insigne
Asarum insigne là một loài thực vật có hoa trong họ Aristolochiaceae. Loài này được Diels mô tả khoa học đầu tiên năm 1930.